# Opotiki

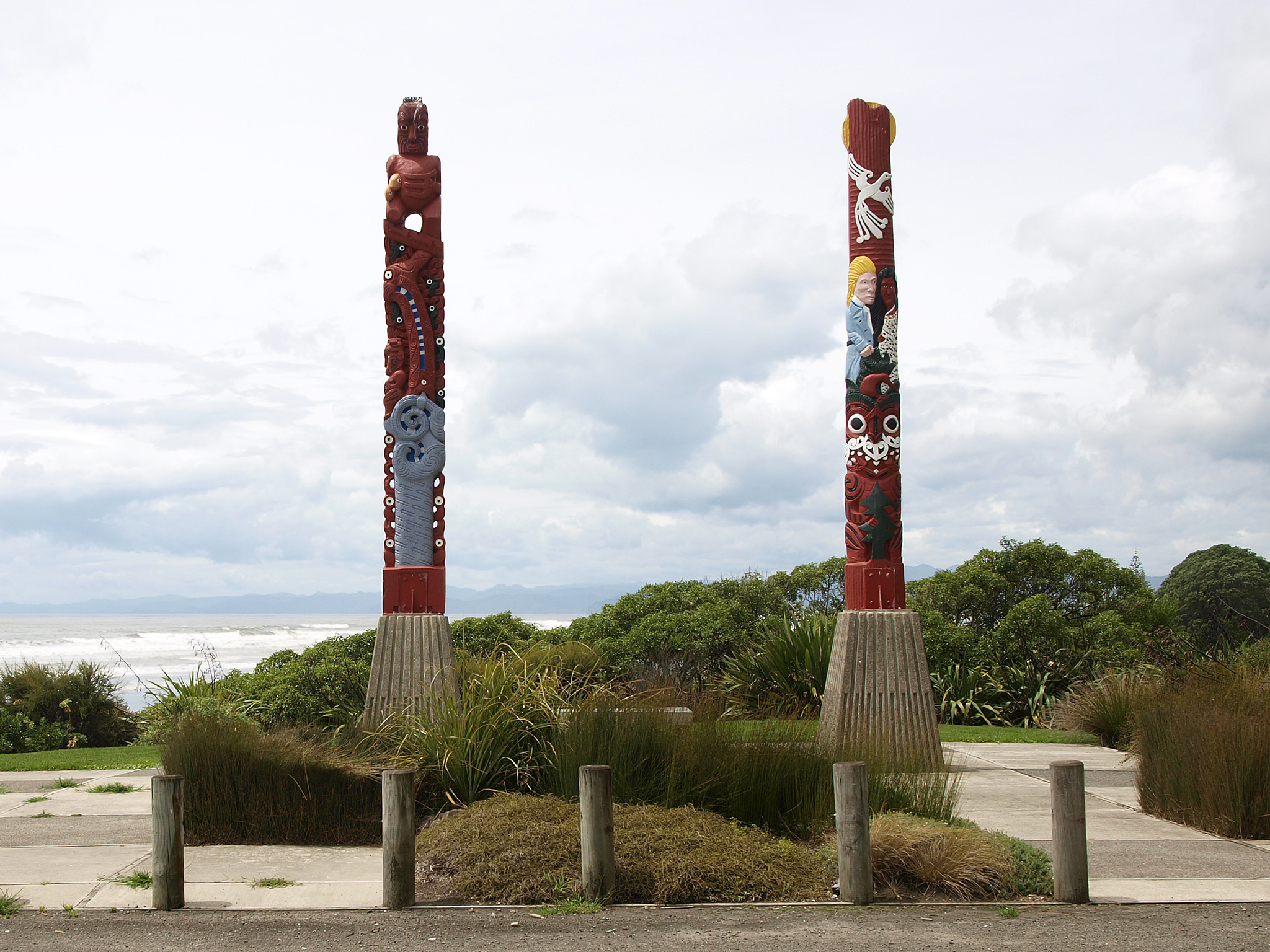
Te Ara Ki Te Rawhiti – Der Weg zum Sonnenaufgang – Waiotahi Beach

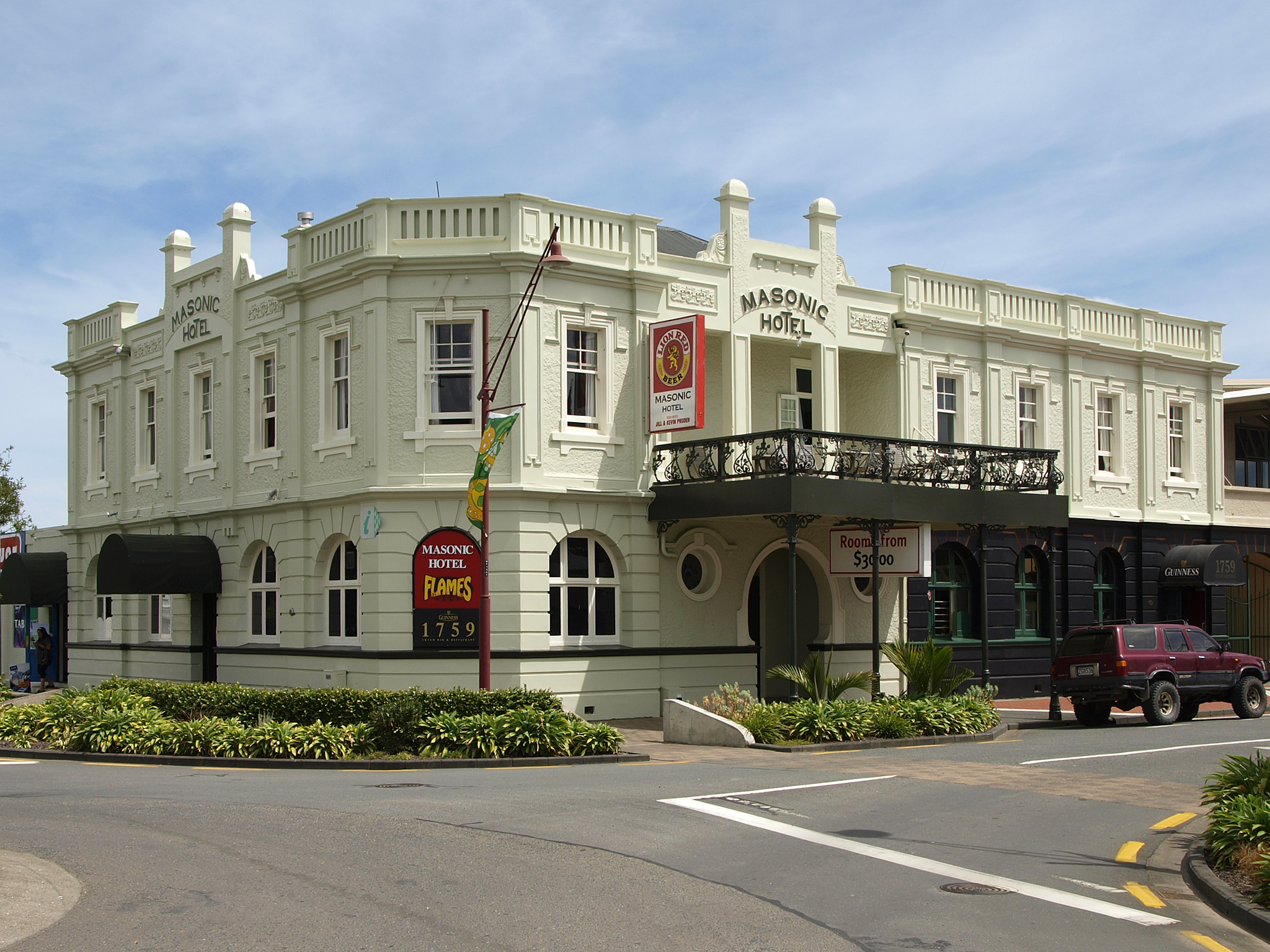
Opotiki Masonic Hotel, 1919

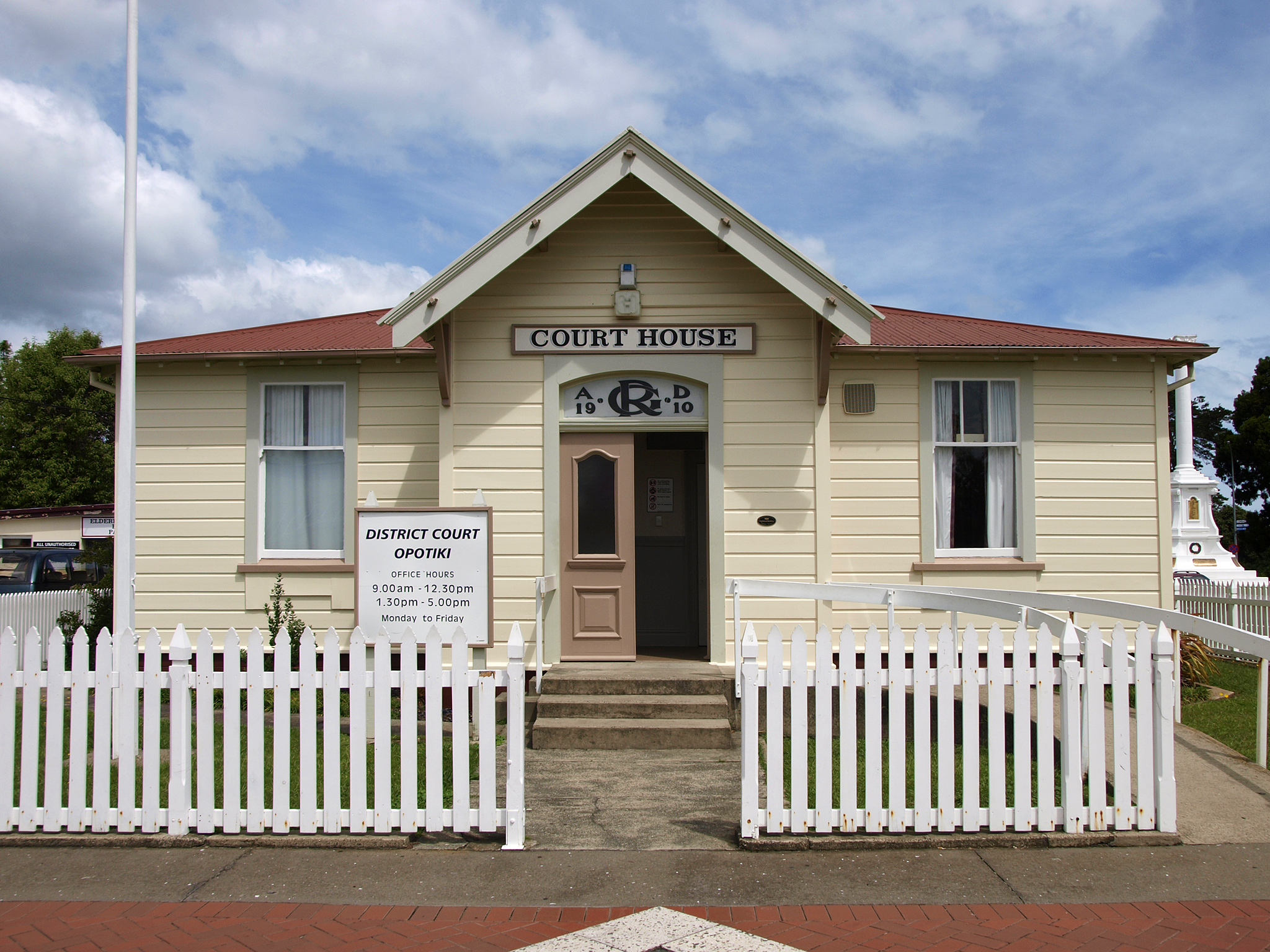
Gerichtsgebäude in Opotiki, 1910

Opotiki (in Māori Ōpōtiki geschrieben) ist eine Stadt im östlichen Teil der Region Bay of Plenty auf der Nordinsel von Neuseeland. Sie ist Verwaltungssitz des nach ihr benanntes Distrikts und zugleich einziges wirtschaftliches Zentrum des Opotiki District.

## Namensherkunft
Pākowhai war der ursprüngliche Name einer Māori-Siedlung am Ort der heutigen Stadt Opotiki. Der Name Ōpōtiki ist eine Verkürzung von Ō-Pōtiki-Mai-Tawhiti (Die zwei Lieblingstiere aus der Ferne). Nach der Legende soll Tarawa, der mit der großen Flotte von Hawaiki kam, zwei mitgebrachte Fische in der Quelle von Waiotahi Beach ausgesetzt und den Ort danach benannt haben. Nahe dieser Stelle, etwa vier Kilometer westlich von Opotiki, stehen heute zwei Holzskulpturen des Iwi Whakatōhea, die diesen Ort ehren und mit den Skulpturen die Geschichte des Ortes erzählen.

## Geographie
Die Stadt liegt zwischen den Mündungsgebieten des Ōtara River und des Waioeka River, die an diesem Teil der Bay of Plenty gemeinsam in den Pazifischen Ozean münden und die Stadt von Westen, Norden und Osten umschließen. Die nächste größere Stadt ist das etwa 50 km westlich von Opotiki gelegene Whakatāne. Östlich der Stadt, die im Schwemmland der beiden Flüsse, den Opotiki Flats, errichtet wurde, liegt die touristisch noch wenig erschlossene Eastland Region, eine größtenteils bewaldete Berglandschaft mit einer sehr langen Küste, die bis nach Gisborne im Südosten hinunterreicht. Südlich der Stadt am Ende der Ebene liegen die Wälder der Urutawa Conservation Area.

## Geschichte

### Besiedlung durch Māori
Etwa 1300 kamen Polynesier mit einer großen Flotte von Hawaiki. Die Kanus der Stämme Mataatua, Tainui und Nukutere siedelten in dem östlichen Teil der Bay of Plenty. Aus ihnen bildete sich der Iwi Te Whakatōhea, der in den Mündungsbereichen des Ōtara River und Waioeka River siedelte und heute noch existiert.

### Besiedlung durch Europäer
Die ersten Europäer, die in die Nähe von Opotiki kamen waren Missionare aus Tauranga, die 1828 in Ohiwa an Land gingen. Nachdem sie das Blutbad einer kurz zuvor beendeten kriegerischen Auseinandersetzung zwischen zwei Māori-Stämmen gesehen hatten, reisten sie jedoch schnell wieder ab.
Der erste Pākehā (Weiße), der in Opotiki landete, war elf Jahre später im Dezember 1839 der Missionar John A. Wilson der Church Missionary Society. Im Mai 1840 wurde von den sieben Häuptlingen der Region der Vertrag von Waitangi mit unterzeichnet.
Die 1862 gebildete religiöse Hauhau-Bewegung bekam auch in der Gegend um Opotiki Einfluss und unterstützte die politische Kīngitanga-Bewegung, deren Ziel ein eigenes Māori-Königreich war. Als der anglikanischen Missionar Carl Sylvius Völkner wegen seiner Berichte über die religiöse Bewegung 1865 als Spion verdächtigt und getötet wurde, sandte die Regierung eine Strafexpedition nach Opotiki und konfiszierte nach der Landung der Soldaten am 9. September 1865 das Land. Es wurde in Folge an Siedler vergeben, die das umliegende Land zu Farmland machten.
Im Jahre 1876 wurde der Whakatāne County Council (Bezirksrat) gebildet, der ungefähr die heutigen Distrikte von Whakatāne District und Opotiki abdeckte. Die Verwaltung des Countys war in Opotiki angesiedelt. 1882 zählte Opotiki rund 800 Einwohner und bekam den Status eines Town Districts und eine eigene Verwaltung. Im Jahre 1900 wurde das County in das Whakatāne County und Opotiki County aufgeteilt.
1973 legte man die Stadtverwaltung von Opotiki mit dem Opotiki County Council zusammen, welcher im Zuge der Gebietsreform von 1989 in Opotiki District Council umbenannt wurde.

### Edwardische Epoche
Der wirtschaftliche Aufschwung der Stadt Opotiki bis in das 20. Jahrhundert hinein lässt sich heute noch an den Gebäuden der Edwardischen Epoche ablesen. Einige alte Hotels sind heute restaurierte Zeitzeugen des geschäftigen Treibens der damaligen Zeit. Das De Luxe Theatre, das Rostgard's Building, oder das Court House befinden sich unter den 26 Gebäuden, von denen insgesamt 15 beim New Zealand Historic Places Trust gelistet sind.

## Bevölkerung
Zum Zensus des Jahres 2013 zählte Opotiki 3879 Einwohner, was eine Abnahme der Einwohnerzahl um 7,1 % gegenüber der Volkszählung des Jahres 2006 ausmacht.

## Wirtschaft
Hoffnungen auf einen wirtschaftlichen Aufschwung für die Stadt liegen im geplanten Hafenausbau und in einer geplanten 3800 ha großen Muschelfarm sechs Kilometer vor der Küste und der damit verbundenen verarbeitenden Industrie. Diese Projekte sollen etwa 900 Arbeitsplätze schaffen, die 27 Millionen NZ$ Haushaltseinkommen (für den gesamten Distrikt) und damit Kaufkraft in der Stadt erzeugen würden. Dem Distrikt würde dies geschätzte 34 Millionen NZ$ Einnahmen bringen. 2023 wurde die Hafeneinfahrt durch zwei längliche, ins Meer ragende Steinwälle, die die Einfährt schützen soll, fertig gestellt. Damit konnte die Hafeneinfahrt für den Bootsverkehr frei gegeben.
Eastern Seafarms Limited, eine Firmengründung unter Beteiligung des örtlichen Iwi Whakatōhea (54 %), der Firma Sealord (26 %) und NZ Sea Farms (20 %), hat mit der Anlage der ersten Muschelbänken den Start zur Muschelfarm vor der Küste im September 2010 begonnen. Auch zeigte bereits ein chinesisches Unternehmen Interesse an einer Zusammenarbeit im Aquafarming.

## Verkehr
Opotiki ist über den New Zealand State Highway 2 von Westen kommend an Whakatāne angeschlossen. Die Straße verläuft quer durch die Stadt und führt dann 150 km nach Süden und Südosten weiter über Wairata durch die Berge auf dem kürzesten Weg nach Gisborne. Der State Highway 35, der Opotiki ebenfalls mit Gisborne verbindet, führt allerdings 331 km entlang der Ostküste und verbindet die schwach besiedelte Region Eastland mit den regionalen Verwaltungs- und Versorgungszentren Opotiki und Gisborne. Der nächstgelegene Flughafen ist der 55 km westlich liegende Whakatāne Airport.

## Sehenswürdigkeiten
Etwa acht Kilometer südlich des Stadtzentrums von Opotiki befindet sich der 4,5 ha große Hukutaia Domain, ein Park in dem neben den geschätzten 1500 verschiedenen Baum- und Pflanzenarten ein über 2000 Jahre alter Puriri (Vitex lucens) steht. Im Hohlraum am Fuße des Baumes haben früher die Māori die Knochen ihrer Toten beerdigt. Der Park wurde von Norman Potts, der als Amateur-Botaniker durch Neuseeland reiste, heimische Pflanzen sammelte und im Park anpflanzte, 1926 gegründete.

## Persönlichkeiten
- Kenneth Sisam (1887–1971), Lexikograf, Philologe, Autor, Gelehrter und Verleger